# لاري كوكس (لاعب كرة قاعدة)
لاري كوكس (بالإنجليزية: Larry Cox)‏ هو لاعب كرة قاعدة أمريكي، ولد في 11 سبتمبر 1947 في بلوفتن في الولايات المتحدة، وتوفي في 17 فبراير 1990 في بيل فونتين في الولايات المتحدة بسبب نوبة قلبية.

## وصلات خارجية
- لاري كوكس على موقع دوري كرة القاعدة الرئيسي (الإنجليزية)
- لاري كوكس على موقعبيزبول رفرنس.كوم (الدوري الرئيسي) (الإنجليزية)
- لاري كوكس على موقعبيزبول رفرنس.كوم (الدوري الثانوي) (الإنجليزية)
- لاري كوكس على موقع إي إس بي إن.كوم (أم.أل.بي) (الإنجليزية)
- لاري كوكس على موقع مشجعي الرسوم البيانية (الإنجليزية)